# ساندر فان دير ليندن
ساندر فان دير ليندن (بالهولندية: Sander van der Linden) عالم نفسي اجتماعي هولندي، يعمل في هيئة التدريس بقسم علم النفس بجامعة كامبريدج حيث عمل في مختبر كامبريدج لاتخاذ القرارات الاجتماعية منذ عام 2016. وهو أيضًا زميل ومدير الدراسات في العلوم النفسية والسلوكية في كلية تشرشل، كامبريدج، وهي شركة تابعة لبرنامج أبحاث ييل حول التواصل مع تغير المناخ في جامعة ييل ومركز وينتون للتواصل بشأن المخاطر والأدلة في جامعة كامبريدج.
يدرس فان دير ليندن سيكولوجية التأثير الاجتماعي، والمخاطر، والحكم الإنساني، واتخاذ القرار.

## مسيرته
أكمل زمالة ما بعد الدكتوراه في قسم علم النفس ومدرسة وودرو ويلسون للشؤون العامة بجامعة برنستون، وكان باحثًا زائرًا (2012-2014) في جامعة ييل. حصل على درجة الدكتوراه من كلية لندن للاقتصاد والعلوم السياسية وحصل على درجة البكالوريوس من جامعة أمستردام وجامعة ولاية كاليفورنيا.
حصل على لقب (Rising Star) من قبل جمعية العلوم النفسية، وهو معروف بشكل خاص بأبحاثه حول علم نفس القضايا الاجتماعية، مثل الأخبار المزيفة وتغير المناخ.